# Pietro Piffetti

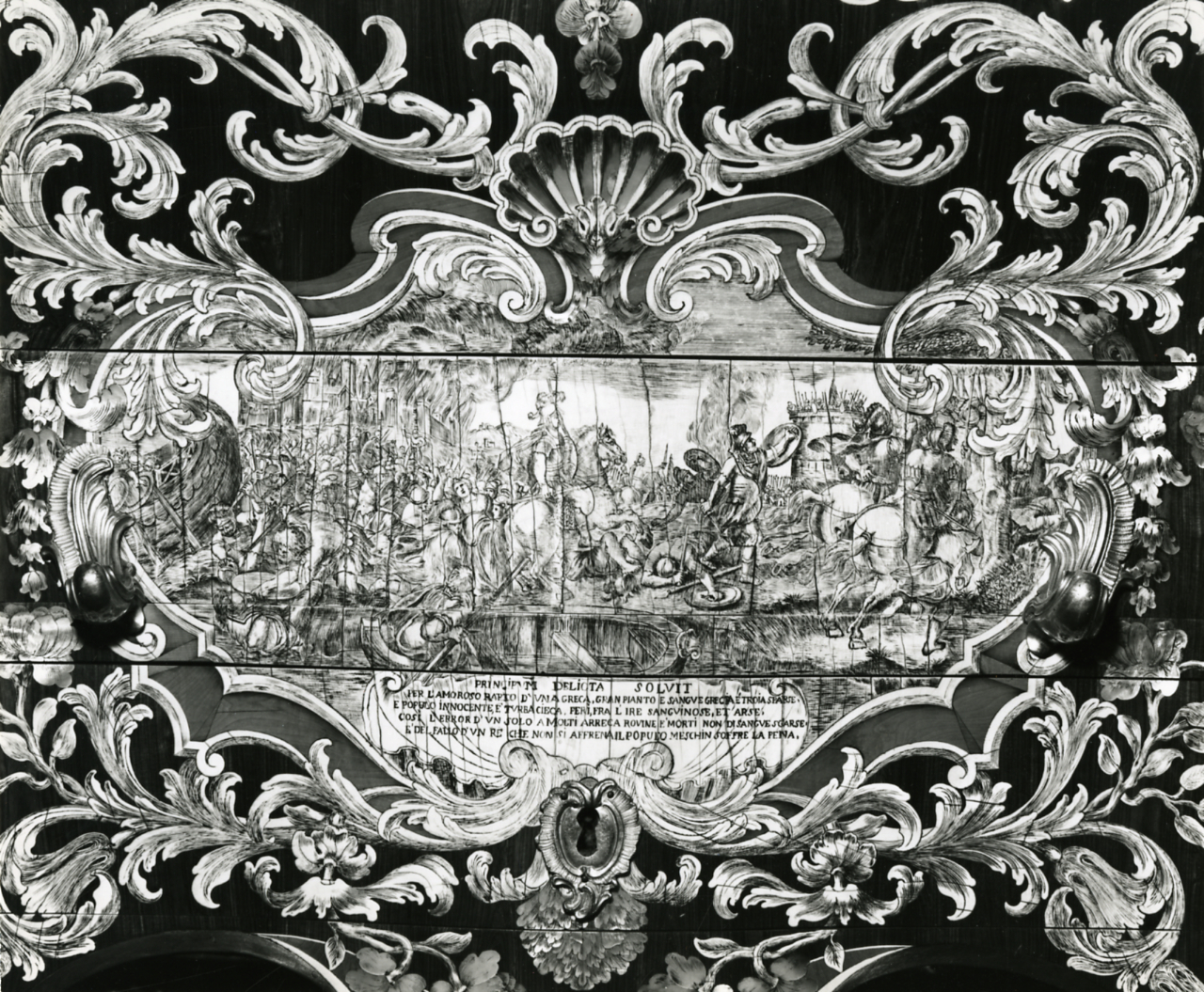
Particolare di arredo, Palazzo del Quirinale, Roma. Foto di Paolo Monti, 1962.

Pietro Piffetti (Torino, 17 agosto 1701 – Torino, 20 maggio 1777) è stato un ebanista italiano.

## Biografia
Dopo un periodo di apprendistato a Roma, ritornò a Torino, dove per la sua fama ed abilità, nel 1731, venne nominato primo ebanista di corte dal re Carlo Emanuele III. 
Sarà considerato fino alla morte, il più importante ebanista sabaudo dell'epoca. 

## Opere

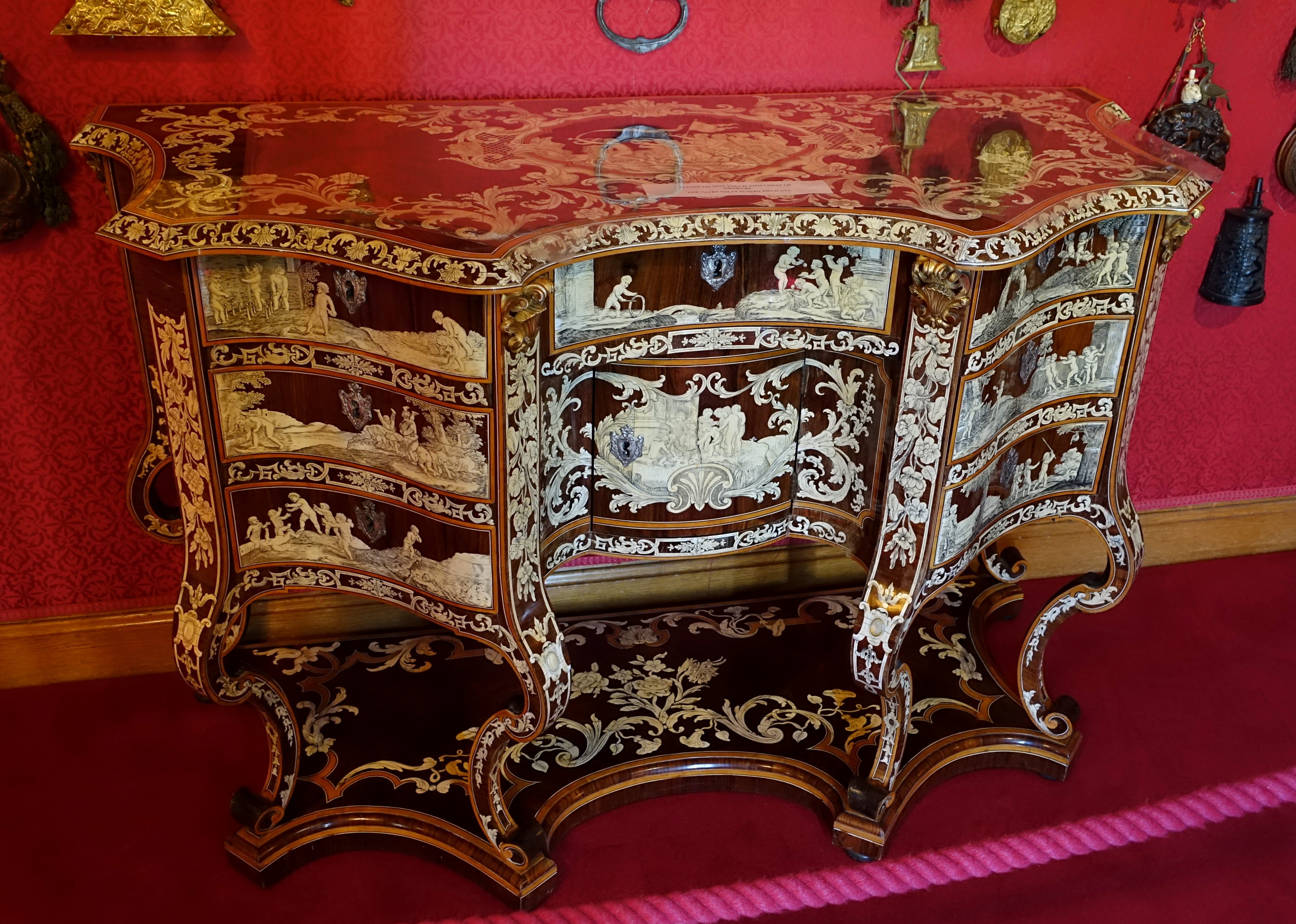
Commoda di Piffetti, 1735-1740 c., Waddesdon Manor, Buckinghamshire, England

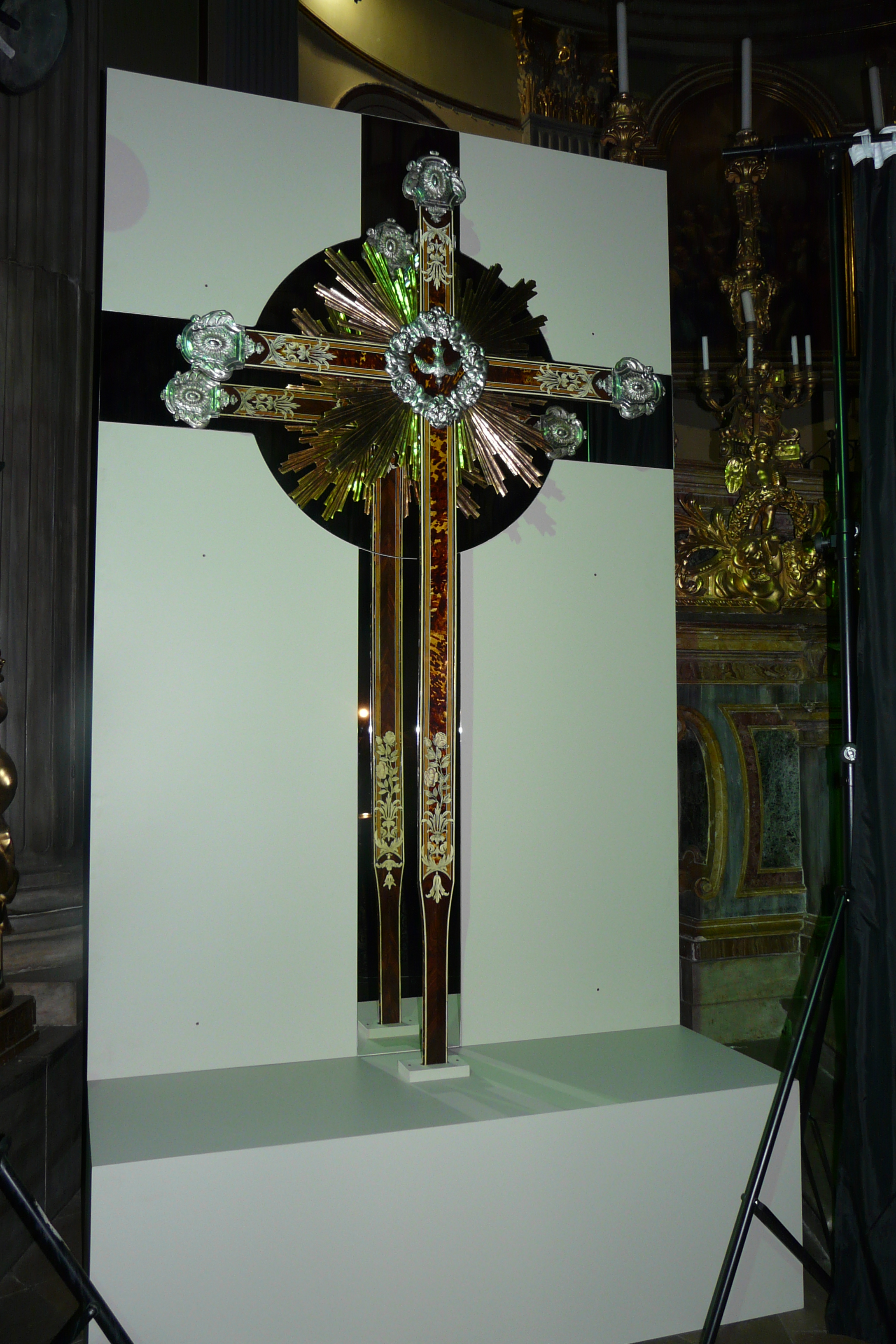
Croce astile di Piffetti per la chiesa dello Spirito Santo a Torino

Lo stile unico ed inconfondibile del Piffetti, che crea mobili con intarsi in legno pregiato, avorio, tartaruga e madreperla, secondo A. Gonzàlez Palàcios (uno dei più importanti curatori di mostre nei musei del mondo) lo collocano come "maggior ebanista della penisola nel Settecento ma anche uno dei più originali protagonisti del supremo arredamento dell'intero mondo occidentale...".

Il Museo Accorsi - Ometto di Torino conserva, tra le sue cinque opere di Piffetti, un grandioso doppio corpo firmato e datato 1738, intarsiato con legni rari, avorio e tartaruga, considerato un capolavoro dell'ebanisteria rococò.
Il Museo Civico d'Arte Antica di Torino a Palazzo Madama, conserva dodici opere dell'artista tra cui un interessante inginocchiatoio a triplice curvatura con un incavo al centro. Tutto il mobile è intarsiato con mazzi di rose e ghirlande. La parte superiore del mobile presenta un crocefisso in avorio che appoggia su un ovale in legno intarsiato a "scacchiera".

Anche nella Palazzina di Stupinigi ci sono alcune opere del Piffetti.
Tra le opere originariamente realizzate per Palazzo Chiablese di Torino è da annoverare una scrivania a doppio corpo con pregiati intarsi di avorio e madre perla, di cui si era persa la effettiva collocazione a causa di una esportazione non autorizzata, recuperata nel 2018 dai Carabinieri del Nucleo Tutela Patrimonio Culturale di Torino e restituita allo Stato italiano .
Il Piffetti si dedicò anche all'arte sacra, nel 1749 realizza, per conto della Congregazione dell'Oratorio dei Padri Filippini, il Paliotto, un vero e proprio capolavoro destinato a decorare l'altar maggiore della Chiesa di San Filippo Neri a Torino. È saltuariamente visitabile presso il MIAAO, ubicato nel complesso ecclesiastico della chiesa torinese.
Dopo il 1870, i Savoia arredarono il Quirinale con alcuni mobili settecenteschi provenienti dalle regge di tutta Italia; tra questi mobili di notevole pregio, c'è anche la biblioteca del Piffetti, trasferita dalla Villa della Regina.

## Intitolazioni
A Pietro Piffetti la città di Torino ha dedicato una via nel quartiere San Donato